# 鋸鯊
鋸鯊，即锯鲨目（學名：Pristiophoriformes）的鯊魚，属于板鳃类，其下只有一科。锯鲨的吻突突出成一长板，两侧有尖锐的齿，用以攻击猎物，类似锯，板中央有两条肉质触须，以探测猎物。一般生活在海底40处，以底栖生物和鱼为食物，分布在从南非到日本的广大海域，1960年在加勒比海640至915米深的海底发现了巴哈马锯鲨，是一个新的品种。
锯鲨的肉可以食用，日本人尤其喜好食用锯鲨。六鳃锯鲨属具有六个鳃裂，其他种类和普通鲨鱼一样，只具有五个鳃裂。